# 敵軍前線
《敵軍前線》是一款以第二次世界大戰為主題的第一人稱射擊遊戲。此遊戲在2011年公布。

## 評分
| 汇总媒体   | 得分   |
| ---------- | ------ |
| Metacritic | 55/100 |

| 媒体 | 得分   |
| ---- | ------ |
| IGN  | 4.7/10 |

## 外部連結
- 官方网站
- 敵軍前線在巴哈姆特的頁面（繁體中文）